# October (CMS)
October (укр. Жовтень) — система управління вмістом сайту (CMS) з відкритим вихідним кодом ; написана мовою PHP на базі компонентів фреймворку для вебзастосунків Laravel ; підтримує MySQL, SQLite і PostgreSQL як базу даних, а також може працювати без класичної бази даних, використовуючи модель пласких файлів (англ. flat-file) для зберігання даних. Станом на березень 2018 року October є найбільш популярною та швидкозростаючою CMS з підтримкою пласкої (файлової) бази даних серед подібних програмних продуктів. Розробники: Алексей Бобков, Семюель Джорджес.
October задуманий як вебплатформа «Back to basics» (англ. «Назад до основ»), яка робить розробку, дизайн та редагування вебсайтів більш швидкими та інтуїтивно зрозумілими. Вона охоплює широкий спектр функціональних можливостей, таких як створення системи користувачів, настроювання політики прав доступу та підключення плагінів; її можна використовувати для створення будь-чого, від простих промо-сайтів до потужних вебдодатків та інтернет-магазинів. October CMS підтримує підключення до тем оформлення.
Популярність платформи серед спільноти розробників обумовлена її чистою та сучасною кодовою базою та крутою кривою навчання, а також унікальною системою шаблонів, якою легко керувати за допомогою систем контролю версій. Станом на січень 2020 року October посідає друге місце за кількістю зірок на GitHub, серед репозиторіїв для CMS, написаних мовою програмування PHP.
October використовується як основна CMS вебстудіями, у портфоліо яких є такі всесвітньо відомі бренди, як Toyota, KFC і Nestle. Музей мистецтв Далласа використовує CMS October у своїх інформаційних кіосках. Ця CMS особливо популярна серед користувачів у США та Росії, а також у Європі: Швейцарії, Польщі, Нідерландах, Великій Британії та інших країнах.
Як виявилося у січні 2022 CMS October була популярна і в Україні.

## Злам українських державних сайтів
14 січня 2022 були атаковані державні вебсайти, які були побудовані на CMS October компанією Kitsoft. Kitsoft також наразі займається розробкою нових та модернізацією наявних компонентів «Дії» на Єдиному державному вебпорталі електронних послуг.
Кібератаку вдалося реалізувати завдяки вразливості системи керування вмістом вебсайтів October CMS, яку виявили ще в травні 2021 року.
Від хакерської атаки постраждали близько 70 державних сайтів. Не працювали сайти Міноборони, МЗС, ДСНС, Дії та інші.

## Функціональні можливості та переваги
October повною мірою використовує можливості, що лежить в його основі, фреймворку Laravel і всі ці можливості доступні для розробника. Вона також надає деякі функціональні можливості.
- Компоненти є ключовою функціональністю і є «будівельними» блоками, які можуть бути прикріплені до будь-якої сторінки.[18]
- Створення сучасного гнучкого адміністративного інтерфейсу потребує мінімального написання коду.[19]
- Модель плоских файлів використовується для створення структури вебсайту.[20]
- Має вбудований ajax-фреймворк, для взаємодії бекенду та фронтенду.[19]
- Використовує Twig як шаблонизатор. Це дозволяє повністю відокремити дані вебсайту від шаблонів сторінок.
- Функціонально багатий та елегантний файловий менеджер з підтримкою CDN та кадруванням зображень.
- Ресурси CSS та JavaScript можна конкатенувати та мінімізувати за допомогою лише одного тега у шаблонах сторінок.
- Все налаштування засноване на подіях, що дозволяє вам підключатися до процесів ядра або плагіна та легко їх розширювати.
- Оновлення ядра та плагіни постачаються за допомогою менеджера пакетів.
- Спільнота додала сотні високоякісних плагінів [Архівовано 15 січня 2022 у Wayback Machine.] і тем оформлення [Архівовано 15 січня 2022 у Wayback Machine.] в офіційний маркетплейс October CMS.
- Панель адміністратора перекладена 36 мовами завдяки великій спільноті з усіх кінців світу.

## Нагороди

### 2018
- CMS Critic People's Choice Awards — Best Flat File CMS[21]

## Огляди та посібники
- OctoberCMS for Rapid Website Creation [Архівовано 15 січня 2022 у Wayback Machine.]
- Rapid Application Development with Builder [Архівовано 15 січня 2022 у Wayback Machine.]
- Making websites with October CMS (45+ відео) [Архівовано 15 січня 2022 у Wayback Machine.]
- Офіційні посібники [Архівовано 15 січня 2022 у Wayback Machine.]
- October CMS Up and Running | Guide books. dl.acm.org. Архів оригіналу за 4 березня 2020. Процитовано 4 березня 2020.
- Building An E-Commerce Site With October CMS And Shopaholic [Архівовано 15 січня 2022 у Wayback Machine.]
- Переваги OctoberCMS перед іншими CMS [Архівовано 15 січня 2022 у Wayback Machine.]
- Детальне порівняння WordPress та October CMS [Архівовано 15 січня 2022 у Wayback Machine.]
- Створення кастомного плагіна для October CMS [Архівовано 15 січня 2022 у Wayback Machine.]